# Михаил II (епископ Смоленский)

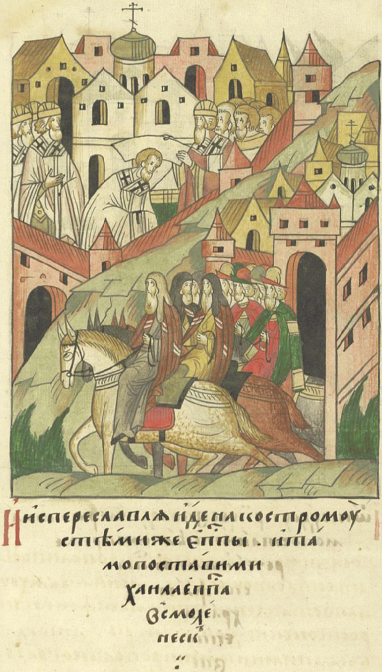
Митрополит Пимен приезжает в Переяславль и посвящает Михаила II в епископы Смоленские

Епископ Михаил (ум. 6 мая 1402) — епископ Русской православной церкви, епископ Смоленский.
Канонизирован в лике святителей, память 6 июля в Соборе Радонежских святых.

## Биография
Пострижен в монашество в Московском Симоновом монастыре, где был известен строгой подвижнической жизнью. В Симоновом монастыре был сподвижником Феодора, впоследствии архиепископа Ростовского и учителем преподобного Кирилла Белозерского.
В 1383 году хиротонисан во епископа Смоленского.
В начале 1389 года сопровождал в Царьград митрополита Киевского и всея Руси Пимена, а в октябре того же года — митрополита Киевского и всея Руси Киприана.
7 октября 1397 года вместе с митрополитом Киприаном прибыл в Москву.
В 1396 году, уклонясь от смут и нестроений, происходивших в Смоленском княжестве, оставил кафедру и удалился в Троице-Сергиев монастырь, где скончался 6 мая 1402 года. Погребён в Свято-Троицком Сергиевом монастыре.